# Víctor Marcelino Paredes
Víctor Marcelino Paredes (El Espinillo, Formosa, Argentina, 25 de enero de 1971) o más conocido como "Bichi Paredes" es un ex futbolista argentino que jugó de mediocampista en su único club profesional Atlanta de 1990 a 2002. En el cual tiene el récord histórico de jugador con más partidos jugados en el club, 333 partidos. Actualmente es director técnico de la primera del femenino del Club Atlético Atlanta.

## Biografía
Víctor Paredes creció en Formosa, más precisamente en la ciudad de Espinillo. Estudio en E.P.E.S N.º 8 Dr Bernardo A. Houssay. 

## Características como jugador
Ya desde el inicio de su carrera se destacó por su habilidad, su resistencia, su potencia física y su buen juego. A medida que fueron pasando los años fue sacando a la luz su espíritu de líder, tanto dentro como fuera de la cancha.
Es un jugador con gran capacidad técnica, por lo que es capaz de sumarse al ataque con bastante rapidez. 

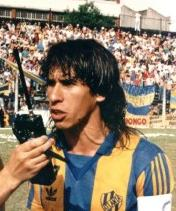
Bichi contra All Boys, en 1993

## Trayectoria en Atlanta

### Paso por inferiores
Víctor Paredes llegó a Buenos Aires en 1987, quedando en las inferiores de Atlanta donde lo ficha otro histórico del club, Jorge "Puchero" Domínguez. Durante 1988 juega en la sexta división. En pocos partidos llega a los 10 goles. Finalmente Federico Pizarro, director técnico de la reserva, en octubre de ese año decide subirlo a esa categoría. En 1989 pasa a quinta división, pero también continua apareciendo en reserva, donde en febrero convierte su primer gol.

### Debut en Primera
La oportunidad del debut se presenta con la llegada de Ángel Celoria, que se hace cargo del primer equipo para el nacional B 1990/1991. Paredes integra el plantel, y en la cuarta fecha debuta en primera división, de local frente a Tigre a los 27 del segundo tiempo en lugar del norteamericano Renato Corsi. Su primer gol en primera fue frente a Douglas Haig.

### Descenso
La sanción de la AFA a raíz de los lamentables sucesos ocurridos en Villa Crespo con motivo del partido frente a Atlético Cipolletti (Río Negro) condenaron a Atlanta al descenso. De este modo se le rescindieron contratos a  varios jugadores y suben a primera a varios juveniles, entre ellos Paredes. A fines de 1990, juega su primer partido como titular frente a Talleres Remedios de Escalada (Misma cancha que disputaria su partido número 300, diez años y medio después).

### Quiebra del club
La temporada siguiente, 1991/92, Paredes se afianzó como titular pero también el sabor amargo de 
la quiebra del club y la interrupción de dos meses de la actividad futbolística profesional. La vuelta de Atlanta al fútbol trajo consigo problemas económicos, escasos ingresos, y las malas condiciones para entrenar, a su vez se le suma el maratón de partidos que durante el verano Atlanta debió afrontar para ponerse al día. Los partidos se jugaban martes, jueves y sábados. Durante ese año Paredes tuvo la posibilidad de jugar con un ídolo bohemio de los 80, Alfredo “Tuta” Torres.

### Grandes Temporadas
La temporada 1992/93 y 1993/94 marcan uno de los mejores momentos futbolísticos de Paredes, con grandes desbordes y asistencias para sus compañeros como Bonnet y Castillo. También estuvo acompañado por un gran momento de otro ídolo del club, Fabián “Pepe” Castro. Paredes pudo concretar 40 tantos en ambas temporadas, y quizás uno de sus mejores goles fue frente a Argentino de Rosario, a los 15 del segundo tiempo, donde eludió a cuatro jugadores rosarinos y luego al arquero para marcar el 3 a 1.
Una de las tardes más recordadas para Bichi, seguro será el sábado 11 de noviembre de 1992 (foto), que le marcó un triplete a Estudiantes de Buenos Aires en condición de local, por la fecha 20 del Campeonato de Primera B.

### Selección de Primera B
Durante esas grandes temporadas, más específicamente en el año 1992 Paredes fue convocado para la Selección de la Primera B, que en ese momento era comandado por José Bernabe Leonardi.
Fue compañero de plantel de Jorge Almirón, entre otros. Durante esa época disputaron diferentes amistosos como frente a River, Boca e Independiente de Mendoza.

### Ascenso
En el torneo apertura 1994/95 llega a la dirección técnica Jorge Ghiso, donde el equipo haría una gran temporada que desemboca en una final por el campeonato frente a Dock Sud. La final se jugó en partidos de ida y vuelta, donde el partido de ida bohemio se impuso 2 a 0 frente al Docke, en el estadio de Racing Club de Avellaneda. La vuelta se disputó en el estadio de Ferrocarril Oeste 2 a 1. Atlanta finalmente ascendió de categoría.

### Récord de partidos en Atlanta
El martes 21 de agosto de 2001, frente a Sportivo Italiano, Bichi alcanzó el récord de 306 paritdos disputados con la camiseta de Atlanta, que hasta ese momento esa marca era de Rodolfo Carlos Betinotti. El 13 de octubre de 2001 frente a Almirante Brown Paredes finalmente rompió el récord de partidos llegando a los 307.
Actualmente sigue siendo el poseedor de mayor cantidad de partidos jugados con la camiseta de Atlanta, con 333 partidos disputados.

### Retiró Deportivo
El primero de junio de 2002 disputó su último encuentro con la camiseta de Atlanta frente a San Telmo, encuentro el cual terminó en empate 0 a 0.

## Parque Independencia
En 2014 empezó a jugar con el Club Parque Independencia en el amateurismo. Después de tener una buena temporada bajo las órdenes tácticas de Héctor Jordan, "Bichi" tomo su lugar como Director Técnico del equipo en enero de 2015.

## Labor fuera del Fútbol y La Clínica Social y Deportiva Bichi Paredes
Bichi creó "La Clínica Social y Deportiva Bichi Paredes". Objetivo General de la fundación es:
brindar a jóvenes deportistas alejados de los grandes centros urbanos, una experiencia social, deportiva de integración y pertenencia.

## Deportes de la Ciudad de Buenos Aires
En 2015 asumió como coordinador general del proyecto "Fútbol por la inclusión" del Gobierno de la Ciudad de Buenos Aires, en la subsecretarìa de DEPORTES. A día de hoy, sigue ejerciendo ese cargo y trajando como profesor en distintos equipos la Villa 31, tanto futbol infantil, masculino y femenino.

## Trayectoria como entrenador
En 2009 se recibió como director técnico en ATFA (Asociación de Técnicos del Fútbol Argentino). En febrero del 2021 asumió como entrenador de la primera del futbol femenino de Atlanta.

## Clubes
| Club                 | País      | Año       |
| -------------------- | --------- | --------- |
| Atlanta              | Argentina | 1990-2002 |
| Parque Independencia | Argentina | 2014-2015 |

## Palmarés
| Título    | Club    | País      | Año  |
| --------- | ------- | --------- | ---- |
| Primera B | Atlanta | Argentina | 1995 |

## Clubes como Director Técnico
| Club                      | País      | Año           |
| ------------------------- | --------- | ------------- |
| Atlanta (fútbol femenino) | Argentina | 2021-Presente |

- Datos: Q11079395
- Multimedia: Víctor Marcelino Paredes / Q11079395